# Vondelbrug (Amsterdam)

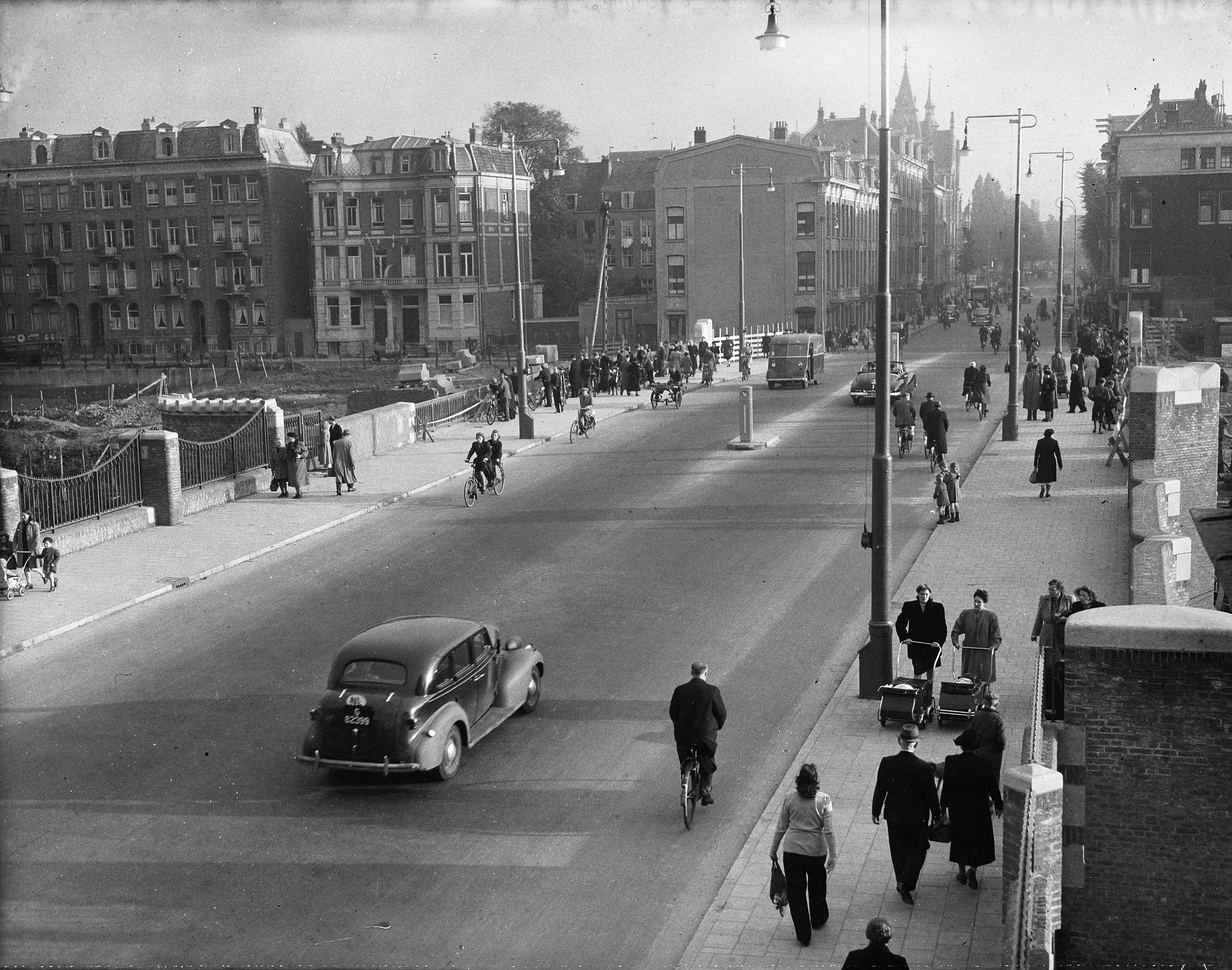
De zojuist gereedgekomen nieuwe Vondelbrug om Amsterdam-Zuid met Amsterdam-West te verbinden; 23 oktober 1947.

De Vondelbrug (brug 200) is een vaste brug in de vorm van een viaduct in Amsterdam-Zuid en verbindt Amsterdam Oud-Zuid met Amsterdam Oud-West.

## Ligging
De verkeersbrug is een viaduct over het Vondelpark en verbindt de Eerste Constantijn Huygensstraat met de Van Baerlestraat. Het is tussen het begin van het park aan de Stadhouderskade en het eind aan de Amstelveenseweg de enige noordwest-zuidoostverbinding voor gemotoriseerd (inclusief tram-) verkeer. Het maakt deel uit van een binnenring, evenwijdig aan de Stadhouderskade.

## Geschiedenis
De geschiedenis van de brug begint bij de oplevering van het park in 1865. Dan is direct duidelijk dat het weliswaar een aanwinst voor de stad is, maar tevens een blokkade bij de verdere ontwikkeling van de stad. Een verkeersverbinding tussen dan nieuwe wijken in West en in Zuid wordt door het park haast onmogelijk gemaakt. Wel werd er bij de invulling van de zuidelijke gevelwand van de Roemer Visscherstraat in 1891 al rekening gehouden met een eventuele toekomstige weg tussen de panden 41 en 43. Er doet zich dan al tevens een probleem voor dat het Vondelpark meer dan een eeuw achtervolgt, de drukte. Als de stad een verbinding door het park wil aanleggen, protesteert de gegoede burgerij die aan het park woont, men wil de idylle van rust niet verstoren. De Dienst der Publieke Werken met architect Jo van der Mey maakte zich in 1914 hard voor een eerste brug over het park, zodat verkeer niet door het park hoeft. De brug kwam er niet door de Eerste Wereldoorlog. In 1919 kwam Piet Kramer met een nieuw ontwerp, waarbij onder andere Jo van der Mey constateerde dat Kramers brug wel erg leek op die van hem. Er kwamen ingezonden stukken in kranten, er werd navraag gedaan bij Publieke Werken, die meedeelde dat de schetsen van de oude brug van hen als dienst waren en niet van Van der Meij persoonlijk.
Een nieuwe poging volgde in 1936, opnieuw een ontwerp van Piet Kramer. De bouw van deze brug leverde aanmerkelijke vertraging op door moeilijkheden binnen het steunfonds, de besluitvorming en Tweede Wereldoorlog. In 1938 werd wel al een begin gemaakt met de voorbereidingen, zoals het rooien van bomen en in 1940 met het slopen van delen van huizen voor de brede toegang. Een uitbouw aan de Roemer Visscherstraat 41 moest afgebroken worden; er bleef alleen een erker over. Zand voor de taluds moest vanwege de oorlog handmatig getransporteerd worden. Pas op 16 oktober 1947 werd de brug opgeleverd en was er een officiële opening door burgemeester Arnold Jan d'Ailly.
Ondertussen was het ontwerp aanmerkelijk versoberd. Kramers versie van 1921 (weer een ander) liet vijvers (zonlicht weerschijnend op water zou de onderdoorgang licht geven onder de brug zien), geplande klimop, kiosken en een parkwachtershuisje verdwenen van tafel. Er was geen geld voor. De brug moest ook nog eens aangepast worden in verband met de plaatsing van een schuilkelder voor 2.600 personen. Wat er wel kwam was een aantal beeldhouwwerken van Hildo Krop, die tijdens de oorlog kennelijk gewoon door kon werken. Hij beitelde een scène uit de Gijsbrecht van Aemstel. In beide wanden van het viaduct kwamen nog reliëfs van een jongen en een meisje tussen koppen van dieren en elfen. Ook de door Kramer vaker toegepaste zitelementen ontbreken niet, aan de westzijde op een soort balkon, aan de oostzijde bestaande uit terrasachtige trappen.
De naam Vondelbrug is tweemaal uitgebeiteld uit natuursteen en er zijn diverse jaarstenen rond de brug te vinden met het optimistische Anno 1940 (2x in de poorten van de hekwerken en 2x in de landhoofden van de brug). Aan de oostkant is er bij de trapgang nog beeldhouwwerk van Kramer zelf te vinden, gelijkend op de bruggen van zijn hand in Amsterdam-West. Daar is tevens een pilaar te vinden met daarop een achthoekig platform. Aan de zuidkant van de brug zijn er bloembakken in terrasvorm aangebracht, aan de noordkant zijn er twee kleine bloembakken aangebracht. Verder is de uitvoering van het door Kramer al getekende tegelwerk nog te zien op landhoofden en brugpijlers. Aan de noordwestzijde van de brug is er een fonteintje met een kunstmatig watervalletje te zien, dit is vermoedelijk van later datum.
De opening vond plaats op 16 oktober 1947, waarbij de buurt drie dagen feest kon vieren. Van de brug was toen met name het deel in het Vondelpark nog niet afgewerkt.
Vanaf 18 oktober 1958 reden de tramlijnen 2 en 3 over de brug, sinds 1977 tramlijn 12 en sinds 1982 tramlijn 5. In 1992 verdwenen de tramlijnen 2 en 5 weer van de brug en in 2018 ook lijn 12.
In 1968 is de schuilkelder ingericht als kleine club / concertzaal onder de naam 'Beatkelder Lijn 3' (genoemd naar de tramlijn die over de brug gaat). Daar heeft onder meer Pink Floyd opgetreden. Na amper een jaar werd de ruimte echter weer gesloten vanwege geldgebrek. Sindsdien is de kelder voor verschillende doeleinden gebruikt, onder meer als repetitieruimte voor popbands. Sinds 2011 is het onder de naam Vondelbunker een "vrijplaats voor exposities, film- en discussieavonden en andere creatieve en/of activistische projecten".

## Afbeeldingen

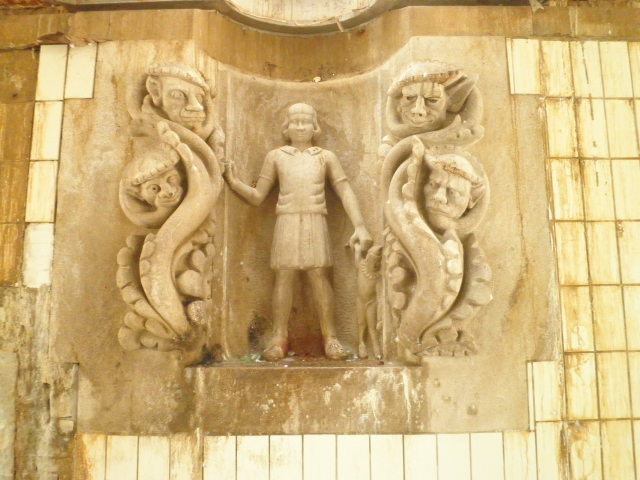
Reliëf Meisje aan de wandel van Hildo Krop onder de brug (2013)
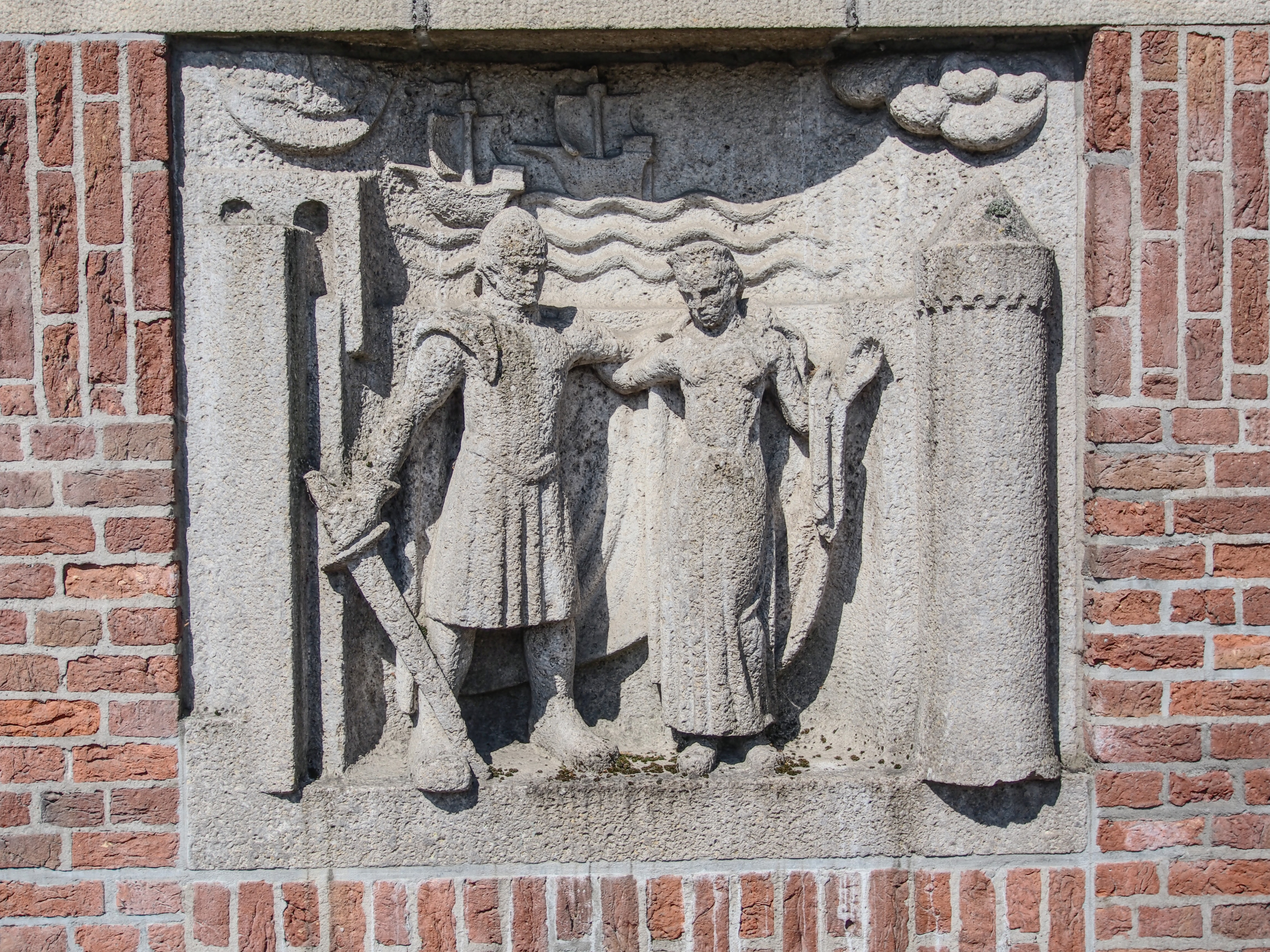
Gijsbrecht van Aemstel (2017)
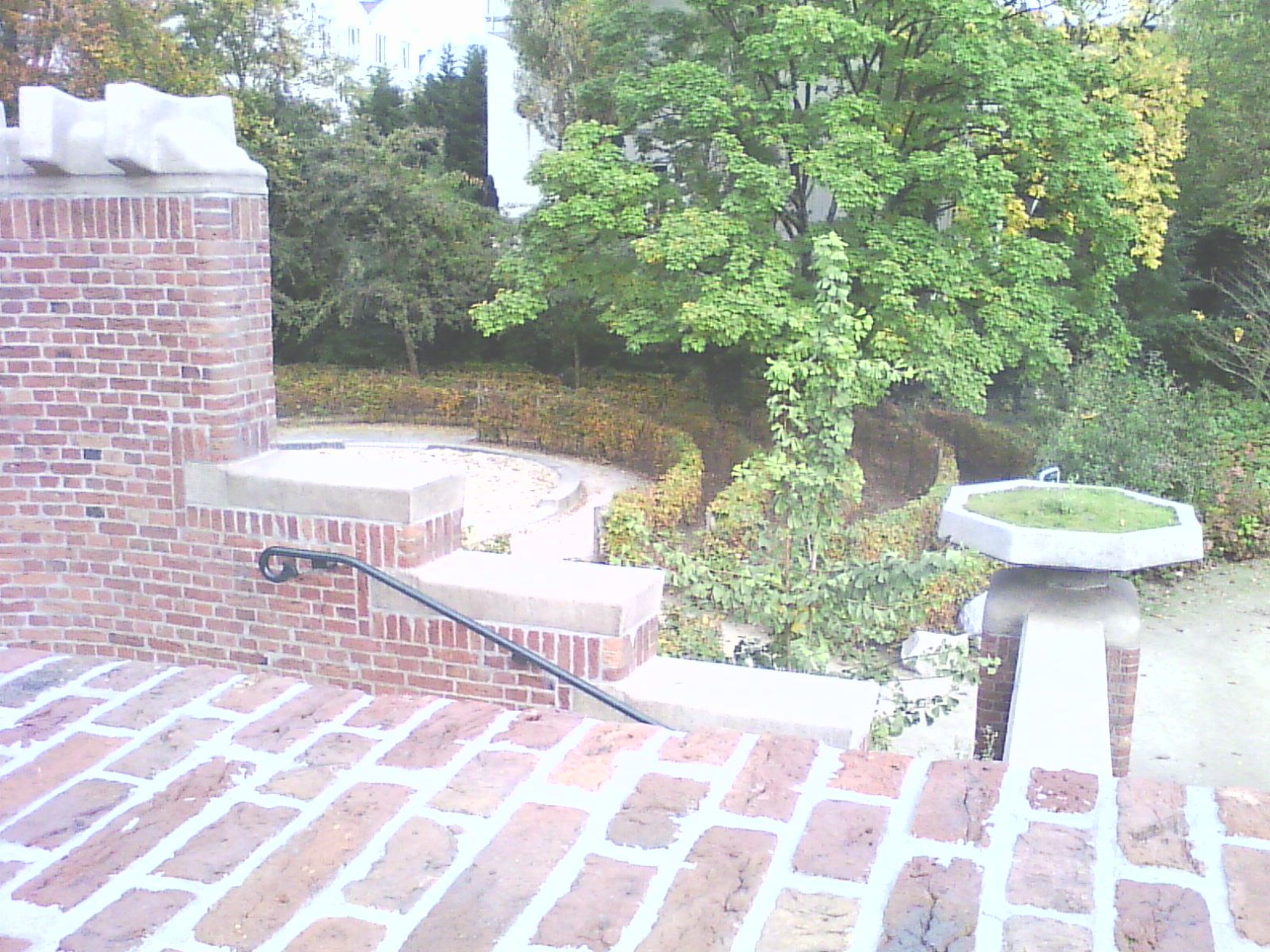
Stenen trap aan de Van Baerlestraat, boven de Vondelbunker (2012)
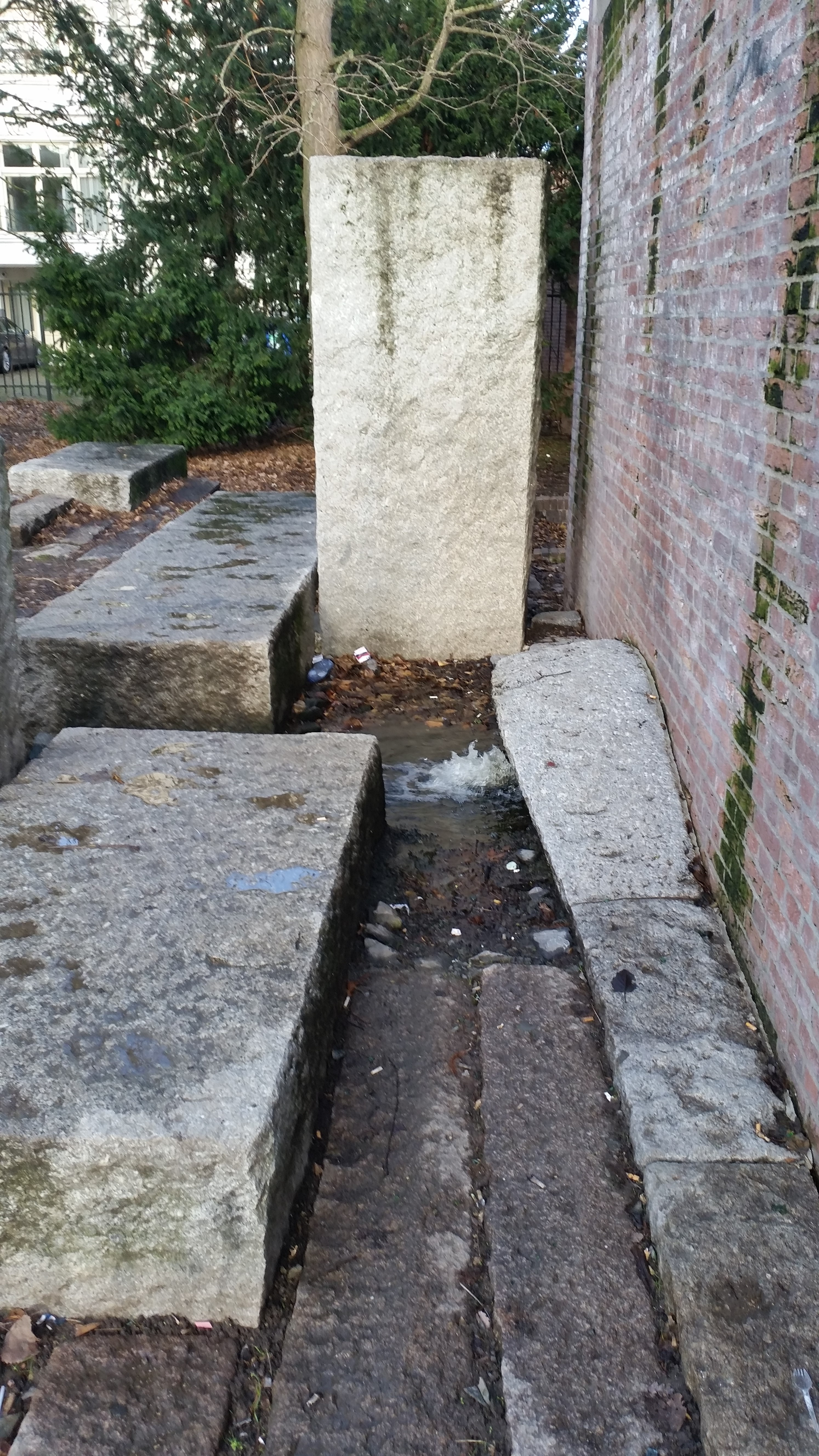
Fonteintje en aansluitende waterval (2019)
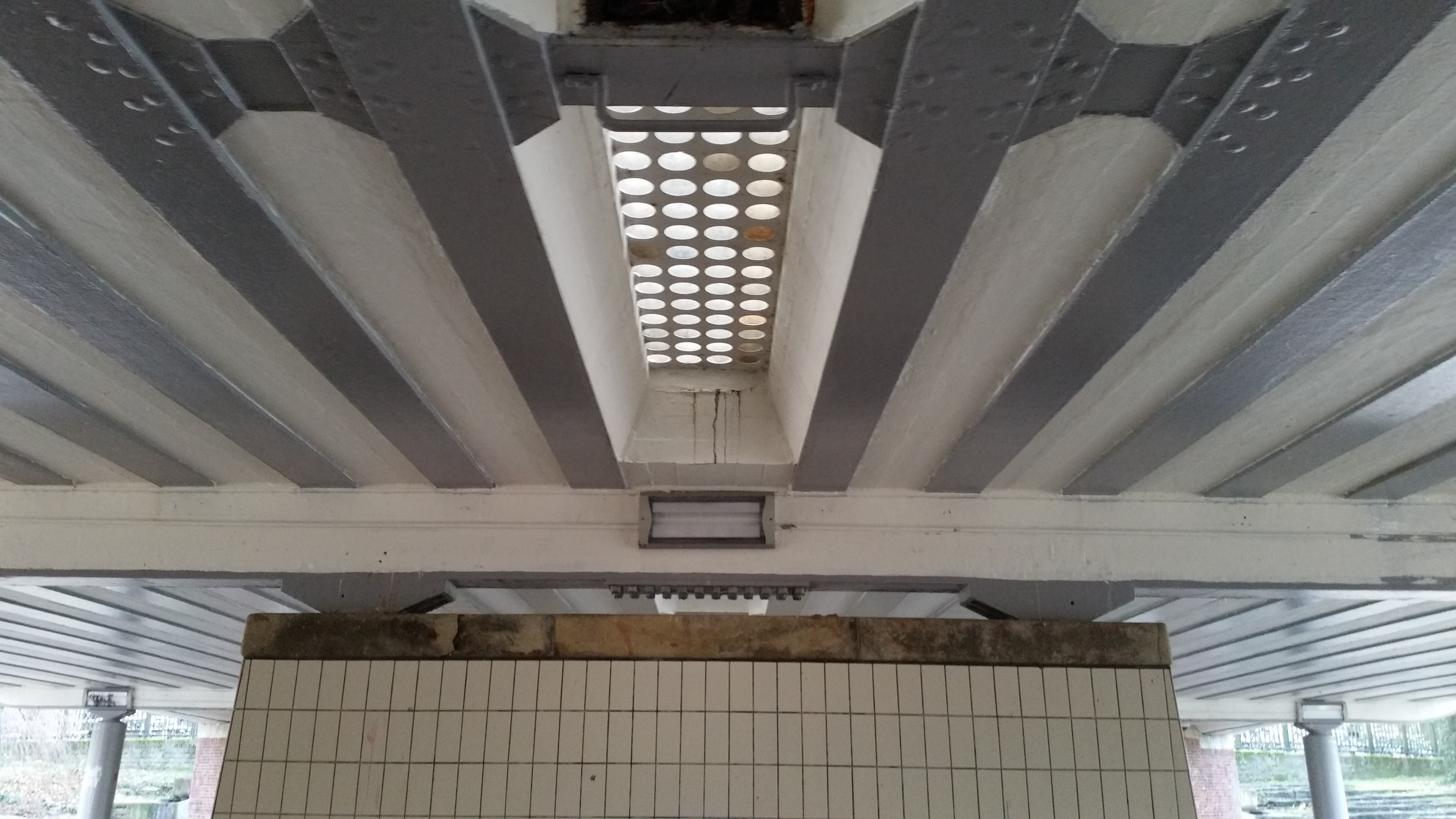
Lichtdoorlating (2019)

<<< · 200 · 201 · 202 · 203 · 204 · 205 · 206 · 207 · 208 · 209 ·  210 · 211 · 212 · 213 · 214 · 215 · 216 · 217 · 218 · 220 · 221 · 222 · 223 · 224 · 225 · 226 · 227 · 228 · 228P · 229 · 230 · 231 · 232 · 233 · 234 · 235 · 236 · 237 · 238 · 239 ·  240 · 241 · 242 · 243 · 244 · 245 · 246 · 247 · 248 · 249 ·  250 · 251 · 252 · 253 · 254 · 255 · 256 · 257 · 258 · 259 · 260 · 261 · 262 · 263 · 264 · 265 · 266 · 267 · 270 · 271 · 272 · 273 · 274 · 275 · 277 · 278 · 279 · 280 · 281 · 283 · 285 · 286 · 287 · 288 · 289 · 290 · 291 · 292 · 293 · 295 · 296 · 297 · 298 · 299 · >>>
Brugnummers 219, 268, 269, 276, 282, 284, 294 zijn niet (meer) in omloop.